# Quaestus amicalis
Quaestus amicalis es una especie de escarabajo del género Quaestus, familia Leiodidae. Fue descrita por Salgado en 1984.

## Distribución
Se encuentra en España.

## Subespecies
Se reconocen las siguientes:
- Quaestus amicalis amicalis
- Quaestus amicalis dilatatus